# Patty Pravo (1968)
Patty Pravo è il primo album in studio dell'omonima cantante, pubblicato nel 1968 dalla ARC. L'album è presente nella classifica dei 100 dischi italiani più belli di sempre secondo la rivista Rolling Stone Italia alla posizione numero 73.

## Descrizione
Il primo album venne pubblicato dopo 4 singoli di successo e comprende:
- il brano di debutto Ragazzo triste, cover di But You're Mine di Sonny Bono, portato al successo dal duo pop americano Sonny e Cher; tradotto in italiano da Gianni Boncompagni, con cui la Pravo partecipò al programma televisivo Scala Reale il 12 novembre 1966
- Qui e là (lato B del secondo 45 giri Sto con te/Qui e là) con cui nel 1967 l'artista partecipò a PartitissimaPartitissima ed al Cantagiro e con cui si esibì in vari musicarelli.
- Se perdo te (cover del brano The Time Has Come di P. P. Arnold del 1966) che la Pravo incise e pubblicò nel 1967; è infatti il lato A del suo terzo 45 giri (Se perdo te/Lettera a Gianni), tradotta in italiano da Sergio Bardotti
- il primo vero e proprio successo fu invece La bambola, brano con cui partecipò all'edizione del 1968 di Canzonissima del quale il 45 giri vendette 10.000.000 di copie nell'immediato.[2]

## Tracce

### Lato A
1. La bambola - 3:03 (Franco Migliacci - Bruno Zambrini - Ruggero Cini)
2. Yesterday - 2:16 (John Lennon - Paul McCartney)
3. Five Foot Two Eyes of Blue - 1:30 (S. Lewis - J. Young - R. Henderson)
4. Se perdo te - 2:54 (Sergio Bardotti - Paul Korda)
5. Se mi vuoi bene - 2:15 (Cassia - David - Bacharach)
6. Qui e là - 2:26 (Aina Diversi - Toussaint)

### Lato B
1. Se c'è l'amore - 3:00 (Franco Migliacci - Macaulay - Maclead)
2. Ci amiamo troppo - 3:28 (Cassia - Barry - Greenwich - Spector)
3. Ragazzo triste - 3:02 (Gianni Boncompagni - Sonny Bono)
4. Io per lui - 3:35 (Pace - Crewe - Gaudio)
5. Ol' Man River - 2:34 (Hammerstein II - Kern)

## Musicisti
- Patty Pravo - voce
- I Cyan
  - George Sims – chitarra
  - Roger Smith – basso
  - Franco Di Stefano – batteria
  - Alberto Visentin – tastiera

### Tecnici
- F. Patrignani: Tecnico della registrazione
- P Agazzi: Tecnico della registrazione

## Accoglienza
L'omonimo album di debutto della Pravo risultò fra i più venduti del periodo, classificandosi 4º assoluto nella graduatoria annuale.